# Bruno Savignani
Bruno Costa Savignani (Goiânia, 27 marzo 1982) è un ex cestista e allenatore di pallacanestro brasiliano con cittadinanza italiana.

## Carriera

### Giocatore
Dopo aver iniziato la carriera in patria, si trasferisce in Europa. Prima nelle "minors" italiane, poi in Francia al Saint-Brieuc Basket Côtes d'Armor. Fa ritorno in Brasile con l'UniCEUB Brasília conquistando, nell'ultima stagione da professionista, una Liga Sudamericana e un campionato brasiliano.

### Allenatore
Appena terminata la carriera da giocatore entra nello staff tecnico dell'UniCEUB Brasília prima di diventarne capo allenatore nel 2017 e risultando così come il più giovane allenatore della storia del campionato brasiliano. Nel 2017 lo attende una nuova avventura con il Corinthians e con la nazionale brasiliana di cui viene nominato assistente allenatore.
Nel 2020 torna in Italia come vice-allenatore di Massimo Cancellieri a Ravenna. Dal 2021 occupa la stessa posizione alla Victoria Libertas Pesaro come assistente prima di Aza Petrović, già commissario tecnico della nazionale brasiliana, poi di Jasmin Repesa.

## Palmarès

### Giocatore
- Liga Sudamericana: 1

UniCEUB Brasília: 2010
- Campionato brasiliano: 1

UniCEUB Brasília: 2010-11

### Allenatore
- Liga Ouro: 1

Corinthians: 2018
- Coppa di Spagna: 1

SP Burgos: 2024-2025